# Ulica Stanisława Staszica w Raciborzu
Ulica Stanisława Staszica (daw. niem. Weidenstraße) – raciborska ulica znajdująca się w dzielnicy Centrum. Rozpoczyna się od skrzyżowania z ulicami Kościuszki i Kolejową, a kończy na skrzyżowaniu z ulicą Opawską. Swoją nazwę wzięła od Stanisława Staszica.

## Architektura

### Budynki mieszkalne

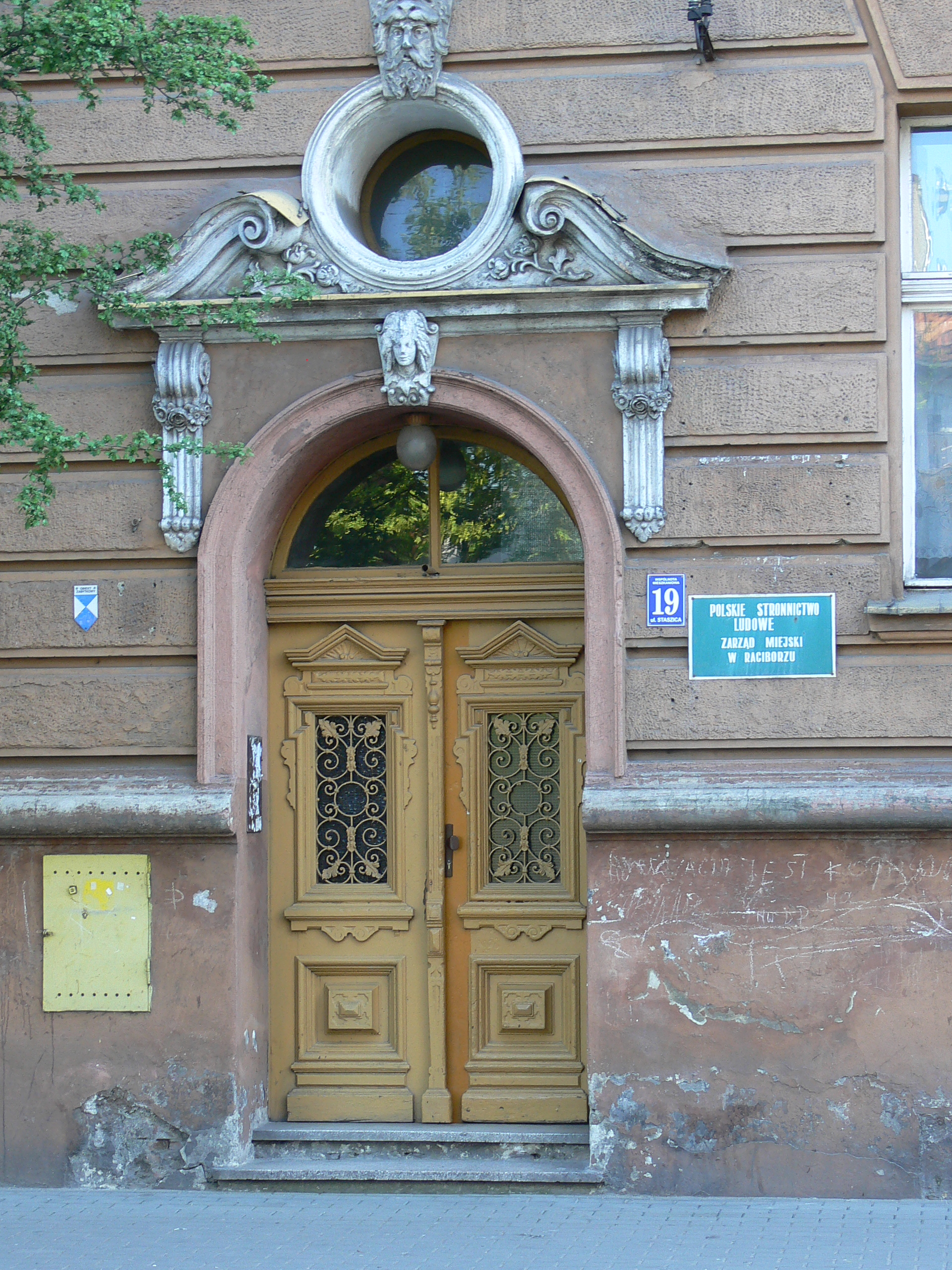
Fronton (kamienica przy ul. Staszica 19)

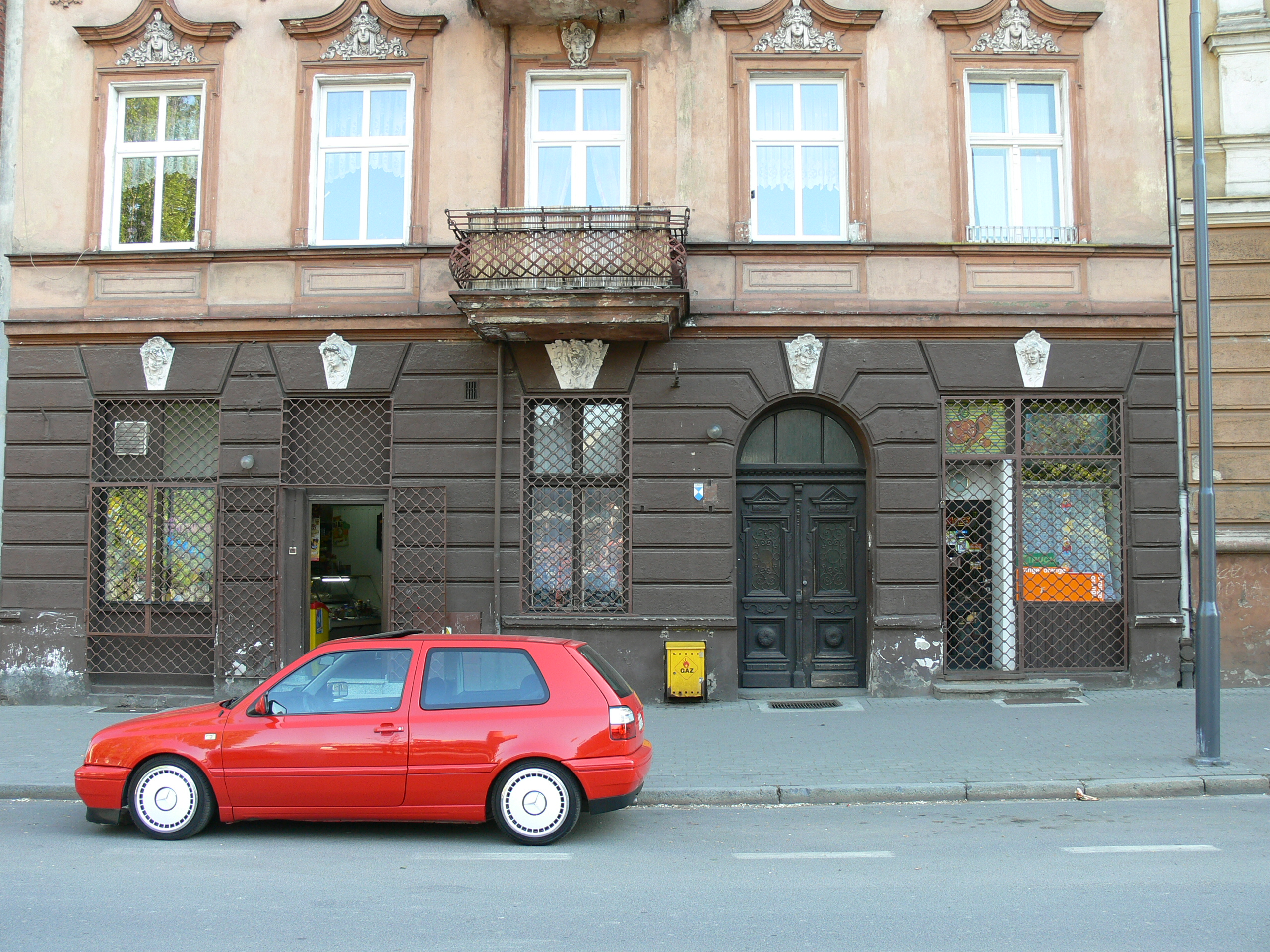
Boniowany parter (kamienica przy ul. Staszica 21)

- Kamienica przy ul. Bema 1 (róg Staszica) – wybudowana została ok. 1900 roku w stylu eklektycznym z elementami neorenesansu na planie wieloboku ze ściętym narożnikiem; czterokondygnacyjna z zachowanym detalem architektonicznym. W narożu i sąsiedztwie wejścia znajdują się wykusze, natomiast otwory okienne znajdujące się w wykuszach przyjęły formę edykuł – sterczyn w attykach renesansowych[2].
- Kamienice przy ul. Staszica 4–8 – eklektyczne budowle wzniesione z końcem XIX wieku według planów architekta Hermana Arwińskiego. Kamienice mają również elementy neobaroku północnoniemieckiego. Budynki są murowane z cegły i składają się z czterech kondygnacji. Kamienice zachowały wiele detali architektonicznych, partery są boniowane, a w przyziemiu znajdują się oficyny sklepowe[3].
  -  Kamienica przy ul. Staszica 4 – jest licowana żółtą cegłą i ma elewację z dwoma płaskimi ryzalitami. W ornamentach można dostrzec cegłę żółtą i białą. Budynek ma okna z naczółkami w kształcie trójkąta oraz półokręgu, w których zawarte są sztukaterie z motywami tarcz herbowych i roślin. Natomiast okna znajdujące się na parterze maja sztukaterie w kształcie główek kobiecych i męskich. Portal zamknięty jest łukiem odcinkowym, który wieńczy głowa kobiety, nad którą znajduje się pas tryglifów i metop[3].

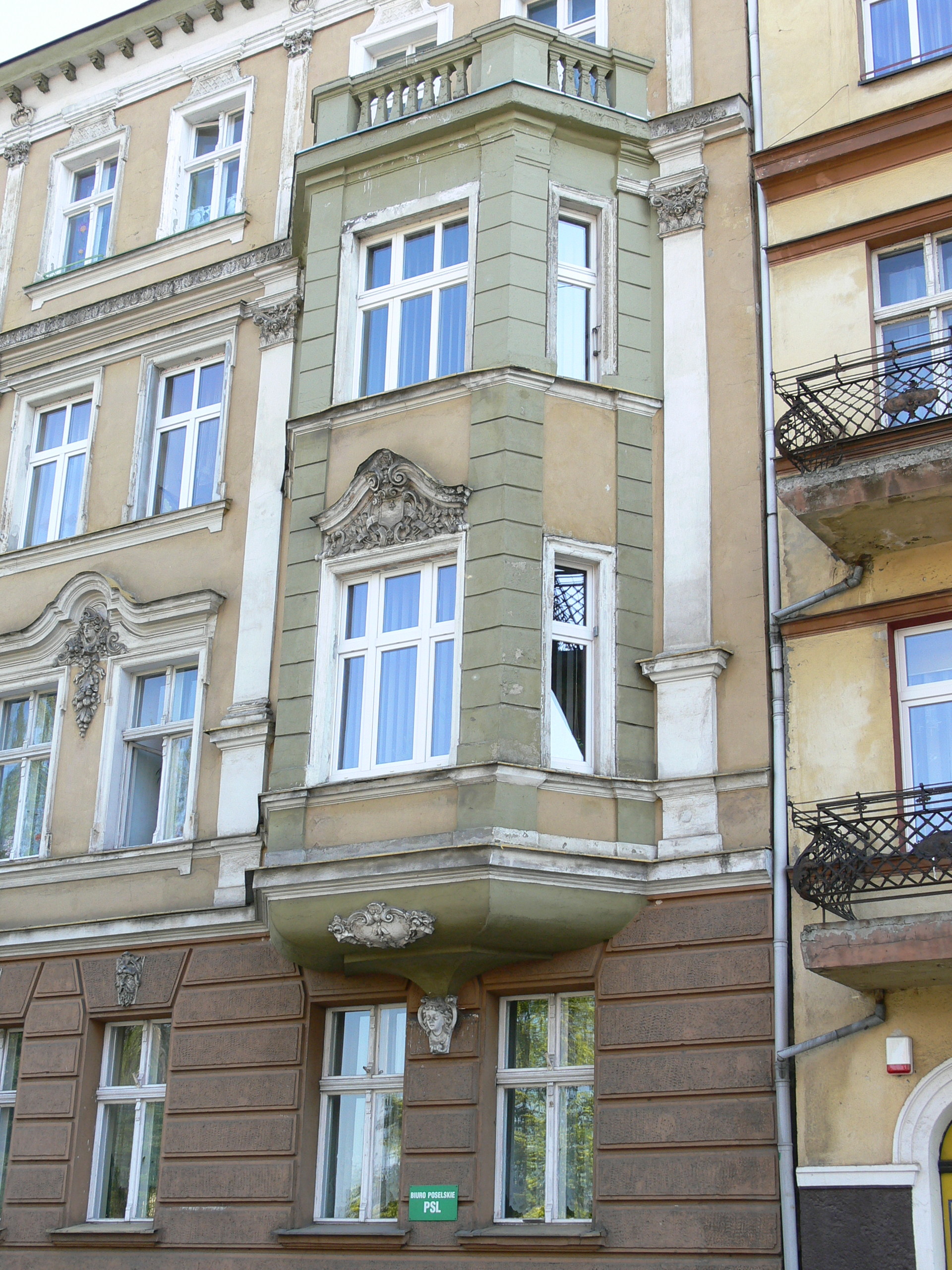
Wykusz (kamienica przy ul. Staszica 19)

  -  Kamienica przy ul. Staszica 6 – ma elewację licowaną czerwoną cegłą, która jest akceptowana płaskim ryzalitem. Budynek ma na każdej kondygnacji okna z odmiennymi obramieniami i elementami dekoracyjnym, takimi jak: herby, muszle, motywy roślinne. Nad portalem znajdują się okna, których dekoracja jest znacznie rozbudowana[3].
  - Kamienica przy ul. Staszica 8 – ma elewację, która jest licowana czerwoną cegłą. Budynek ma okna opięte pilastrami, które zwieńczają gzymsy w kształcie trójkąta i półowala. Przerywają je przyczółki, które oparte są na pilastrach. Wygląd fasady odnosi się do barokowych kompozycji ornamentalnych. Klatka schodowa na parterze ma sufit udekorowany w stylu secesyjnym, na którym znajduje się polichromia o motywach roślinnych i figuralnych[3].
- Wykusz (kamienica przy ul. Staszica 19)  Kamienica przy ul. Staszica 9 – eklektyczna budowla pochodząca z ok. 1900 r., mająca cztery kondygnacje oraz użytkowe poddasze. Budynek ma dekorację ornamentalną w stylu secesji. Zachował się tutaj detal architektoniczny. Parter i niektóre części wyższych kondygnacji są boniowane. Elewacja frontowa kamienicy ma dwa wieloboczne wykusze z balkonami, które zawierają żeliwne i ażurowe balustrady. Na budowli można dostrzec pseudopilastry z motywami roślinnymi i głowami kobiecymi. Kamienicę zdobi portal z trójkątnym przyczółkiem[3].
- Kamienica przy ul. Staszica 11 – eklektyczna budowla pochodząca z ok. 1900 r., mająca cztery kondygnacje oraz użytkowe poddasze. Budynek dekorowany jest w stylu secesyjnym. Zachował się tutaj detal architektoniczny. Kamienica ma trzy ażurowe balustrady balkonowe, które wyglądają jak wykusze. Parter budowli jest boniowany, a na elewacji tylnej można dostrzec trzy uskokowe ryzality. Płyciny podokienne zawierają dekorację ornamentalną z motywami roślinnymi[3].
- Kamienice przy ul. Staszica 13–15 – budynki neorenesansowe pochodzące z ok. 1900 r., mające cztery kondygnacje oraz użytkowe poddasze. Zachowały się tutaj detale architektoniczne. Parter kamienic jest boniowany, a ich okna maja prostokątne obramienia, które zamykają fragmenty gzymsów[3].
- Kamienica przy ul. Staszica 17 – eklektyczna budowla narożna z końca XIX wieku, w której na parterze w przeszłości znajdowała się restauracja. Obecnie budynek jest użytkowany z przeznaczeniem handlowo-mieszkaniowym. Ma symetryczną elewację, a okna i otwory drzwiowe na parterze zamknięte są półkolistym, profilowanym łukiem. Elewacja frontowa kamienicy ma dwa balkony, które zawierają żeliwne i ażurowe balustrady o cechach secesyjnych[3].
- Fronton (kamienica przy ul. Staszica 19)  Kamienica przy ul. Staszica 19 – eklektyczny budynek wybudowany na przełomie XIX i XX wieku, mający cztery kondygnacje. Zachowały się tutaj detale architektoniczne. Kamienica ma widoczne elementy neobaroku. Parter i wyższe kondygnacje są boniowane, a elewacja frontowa zawiera wieloboczne wykusze, które zamykają tralkowe balustrady. Wszystko zwieńczone jest gzymsem wspartym na konsolach. W dachu znajdują się lukarny[3]. Okna na parterze zawierają zworniki z głowami faunów, a na drugiej i trzeciej kondygnacji mają naczółki ze sztukaterią w kształcie główek kobiecych i girland owoców. Otwór drzwiowy ma półkoliste obramienie, które wieńczy zwornik z główką kobiecą. Nad nią znajduje się oparty na kroksztynach trójkątny, przełamany i zwinięty wolutowo fronton, mający okrągłe naświetlenie i głowę fauna[4].
- Kamienica przy ul. Staszica 21 – neorokokowy budynek wybudowany na przełomie XIX i XX wieku mający cztery kondygnacje. Zachowały się tutaj detale architektoniczne. Obecnie budynek jest użytkowany z przeznaczeniem handlowo-mieszkaniowym. Parter jest boniowany, a faktura i kolor tynków zróżnicowany. Łuki nadokienne również są boniowane, a wieńczy je klucz z głowami męskimi i maszkaronami. Całą budowlę wieńczy gzyms, który zdobią tryglify. Na dachu znajdują się ozdobne lukarny. Poniżej znajdują się dwa balkony, a nad oknami występują trójkątne i półowalne naczółki z motywami roślinnymi i antropomorficznymi[2].
- Kamienica przy ul. Staszica 23
- Kamienica przy ul. Staszica 25
- Boniowany parter (kamienica przy ul. Staszica 21)  Kamienica przy ul. Staszica 26
- Kamienica przy ul. Staszica 27
- Kamienica przy ul. Staszica 29
- Dom mieszkalny przy ul. Staszica 31 – modernistyczny budynek wybudowany w latach 20. i 30. XX wieku, ma cztery kondygnacje oraz dach wielospadowy[5].

## Obiekty użyteczności publicznej
- Szkoła Podstawowa Nr 13 im. Stanisława Staszica – jedna z dwóch szkół podstawowych znajdujących się w centrum miasta. Znajduje się przy ul. Staszica 12. Została oddana do użytku 1 września 1962 r. W szkole uczy się ok. 390 uczniów w 14 oddziałach, w tym 6 oddziałów klas I-III oraz 8 oddziałów IV-VI. W budynku znajduje się 19 sal lekcyjnych, pracownia komputerowa, sala gimnastyczna i sala do gimnastyki korekcyjnej, świetlica, biblioteka, czytelnia, stołówka oraz na zewnątrz trzy boiska sportowe[6].

## Mapa
|  |  |  |  |  |
|  |  |  |  |  |
|  |  |  |  |  |
|  |  |  |  |  |
|  |  |  |  |  |